# Hsien-wen Wu
Hsien-wen Wu (también romanizado como Wu Xianwen; en chino tradicional, 伍獻文; en chino simplificado, 伍献文; Rui'an, 15 de marzo de 1900 – Wuhan, 3 de abril de 1985) fue un zoólogo (ictiólogo) chino y académico de la Academia China de las Ciencias. 

## Biografía
Wu nació en 1900 en Rui'an, en la provincia de Zhejiang. En 1918 ingresó en la Escuela Normal Superior de Nankín donde estudió agricultura. Influenciado por Bing Zhi, decidió continuar sus estudios de zoología. Wu se graduó en la Escuela Normal Superior de Nankín en 1921.
Después de graduarse, fue primero a la Universidad de Jimei para enseñar. Un año después, con la fundación de la Universidad de Xiamen, se trasladó allí como profesor asistente en el departamento de biología. Bing Zhi también llegó a la universidad y, siguiendo su consejo, Wu comenzó a trabajar y estudiar simultáneamente, después de graduarse en la Universidad de Xiamen con una licenciatura en 1927, pasó a enseñar en la Universidad Nacional Central, donde publicó su primer informe sobre ictiología, «Estudio de los peces de Amoy», en 1929.
En 1929 renunció a su puesto en la universidad para asistir a la Universidad de París, donde fue supervisado por Louis Roule, y en 1932 se graduó como doctor con la tesis «Contribución al estudio morfológico, biológico y sistemático de los venenos heterosomales (Peces Heterosomata) de China». Después de graduarse, regresó a China y se incorporó al Museo Nacional de la Naturaleza de la Academia Sínica. También fue profesor de zoología en la Universidad Nacional Central y de anatomía, embriología y parasitología en la Universidad de Fudan.
Tras el inicio de la segunda guerra chino-japonesa, se trasladó a Chongqing donde había sido evacuada la Academia Sínica. Allí, entre 1940 y 1947, dirigió a Liu Jiankang y Zhang Xiaowei para que publicaran varios informes científicos sobre el mecanismo respiratorio de las anguilas arroceras (Monopterus albus). Tras el fin de la Segunda Guerra Mundial, Wu se trasladó a Shanghái con la Academia Sínica. Desilusionados con el gobierno nacionalista, Wu y otros intelectuales se negaron a retirarse con los nacionalistas a Taiwán. Después de la Campaña de Shanghái, que supuso la conquista de la ciudad por los comunistas, Wu participó en la reunión preparatoria para la Conferencia de Representantes de Científicos Naturales de toda China organizada por el Partido Comunista Chino.
En 1950, Wu y sus colegas que se hallaban en la China continental formaron el Instituto de Biología Acuática de la Academia China de las Ciencias, que se trasladó a Wuchang, que actualmente forma parte de la ciudad de Wuhan, en 1954. Desde entonces, dirigió la investigación en ictiología del instituto. En 1955, se convirtió en miembro de la Academia China de las Ciencias. También viajó a Cuba, la Unión Soviética y Checoslovaquia en un viaje de estudios en 1964.
De 1964 a 1977, se dedicó a editar una monografía de dos volúmenes, titulada Los peces ciprínidos de China. En 1964 también se publicó el primer volumen, que recibió muchas críticas positivas. Cuando comenzó la Revolución Cultural, fue encarcelado y perseguido, y el proceso de creación se detuvo. No fue hasta después de la caída de la Banda de los Cuatro en 1976 que pudo continuar escribiendo su obra. Finalmente, completó el segundo volumen en 1977. A partir de ese año, bajo el liderazgo de Wu, el equipo formado por Chen Yiyu y Chen Xianglin aplicó el método sistemático cladístico para analizar el proceso evolutivo de los ciprínidos y publicó dos artículos en 1981 y 1984.
Murió el 3 de abril de 1985 en Wuhan.